# Сімоне Шилдер
Сімоне Шилдер (нід. Simone Schilder; нар. 7 квітня 1967) — колишня нідерландська тенісистка.
Найвищу одиночну позицію світового рейтингу — 164 місце досягла 4 липня 1988, парну — 71 місце — 14 серпня 1989 року.
Здобула 2 одиночні та 8 парних титулів туру ITF.

## Фінали турнірів WTA

### Парний розряд: 2 (2 поразки)
| Результат | W-L | Дата     | Турнір            | Покриття | Партнерка    | Суперниці                    | Рахунок  |
| --------- | --- | -------- | ----------------- | -------- | ------------ | ---------------------------- | -------- |
| Поразка   | 0–1 | Лис 1988 | Rainha Cup 1988   | Тверде   | Карін Баккум | Беттіна Фулько Мерседес Пас  | 3–6, 4–6 |
| Поразка   | 0–2 | Лип 1989 | Belgian Open 1989 | Ґрунт    | Карін Баккум | Манон Боллеграф Мерседес Пас | 1–6, 2–6 |

## Фінали ITF
| турніри $100,000 |
| турніри $75,000  |
| турніри $50,000  |
| турніри $25,000  |
| турніри $10,000  |

### Одиночний розряд (2–0)
| Результат | Ранг | Дата              | Турнір                       | Покриття  | Суперниця        | Рахунок  |
| --------- | ---- | ----------------- | ---------------------------- | --------- | ---------------- | -------- |
| Перемога  | 1.   | 21 липня 1986     | ITF Амерсфорт, Нідерланди    | Ґрунт     | Мішелл Белтдженс | 6–2, 6–4 |
| Перемога  | 2.   | 17 листопада 1986 | ITF Кройдон, Велика Британія | Килим (i) | Карін Кентрек    | 6–4, 6–4 |

### Парний розряд (8–9)
| Результат | Ранг | Дата              | Турнір                       | Покриття   | Партнерка           | Суперниці                             | Рахунок       |
| --------- | ---- | ----------------- | ---------------------------- | ---------- | ------------------- | ------------------------------------- | ------------- |
| Перемога  | 1.   | 9 червня 1986     | ITF Ліон, Франція            | Ґрунт      | Ніколе Мунс-Ягерман | Дениса Крайчовичова Река Сіксаї       | 7–5, 6–4      |
| Перемога  | 2.   | 21 липня 1986     | ITF Амерсфорт, Нідерланди    | Ґрунт      | Інгелісе Дрігейс    | Кає Генд Валда Лейк                   | 6–1, 4–6, 6–0 |
| Поразка   | 3.   | 17 листопада 1986 | ITF Кройдон, Велика Британія | Килим (i)  | Діґна Кетелар       | Кає Генд Валда Лейк                   | 6–7, 6–2, 5–7 |
| Поразка   | 4.   | 27 квітня 1987    | ITF Таранто, Італія          | Ґрунт      | Клер Вуд            | Лейла Месхі Наташа Звєрєва            | 3–6, 2–6      |
| Поразка   | 5.   | 21 березня 1988   | ITF Байонна, Франція         | Тверде     | Карін Баккум        | Паскаль Параді Катрін Танв'є          | 6–4, 2–6, 4–6 |
| Перемога  | 6.   | 3 жовтня 1988     | ITF Істборн, Велика Британія | Тверде (i) | Карін Баккум        | Валда Лейк Анн Сімпкін                | 6–4, 6–4      |
| Перемога  | 7.   | 10 жовтня 1988    | ITF Телфорд, Велика Британія | Тверде     | Карін Баккум        | Белінда Борнео Сара Салліван          | 7–6(4), 6–0   |
| Перемога  | 8.   | 31 жовтня 1988    | ITF Гуаружа, Бразилія        | Ґрунт      | Карін Баккум        | Клаудія Чабалгойті Лусіана Делла Каза | 0–6, 6–3, 6–4 |
| Перемога  | 9.   | 13 листопада 1989 | ITF Телфорд, Велика Британія | Тверде     | Анне Аалонен        | Лінда Барнард Ліз Грегорі             | 6–3, 7–6      |
| Перемога  | 10.  | 4 грудня 1989     | ITF Сан-Паулу, Бразилія      | Ґрунт      | Анне Аалонен        | Лусіана Телла Андреа Віейра           | 7–5, 6–4      |
| Поразка   | 11.  | 14 травня 1990    | ITF Кашкайш, Португалія      | Ґрунт      | Кароліна Віс        | Ева Бес Вірхінія Руано Паскуаль       | 6–3, 2–6, 1–6 |
| Поразка   | 12.  | 2 липня 1990      | ITF Бриндізі, Італія         | Ґрунт      | Дженніфер Ф'юкс     | Марі П'єрс Сандрін Тестю              | 1–6, 6–1, 0–6 |
| Поразка   | 13.  | 16 липня 1990     | ITF Дармштадт, Німеччина     | Ґрунт      | Андреа Тьєцці       | Агнесе Густмане Євгенія Манюкова      | 4–6, 4–6      |
| Поразка   | 14.  | 1 жовтня 1990     | ITF York,[прояснити] США     | Тверде     | Кароліна Віс        | Луїс Аллен Софі Ам'яш                 | 6–7, 4–6      |
| Поразка   | 15.  | 22 квітня 1991    | ITF Рамат-га-Шарон, Ізраїль  | Тверде     | Анне Аалонен        | Джулі Салмон Ілана Бергер             | 4–6, 4–6      |
| Поразка   | 16.  | 24 червня 1991    | ITF Роннебю, Швеція          | Ґрунт      | Юнна Юнеруп         | Джессіка Еммонс Марія Ліндстрем       | 6–3, 2–6, 4–6 |
| Перемога  | 17.  | 30 березня 1992   | ITF Мулен, Франція           | Ґрунт      | Інгелісе Дрігейс    | Петра Рацлавська Ева Мартінцова       | 6–4, 7–5      |